# Station La Hisse
Station La Hisse is een spoorweghalte in de Franse gemeente Saint-Samson-sur-Rance. Zij wordt bediend door treinen van het netwerk TER Bretagne op het traject Dol-de-Bretagne - Dinan.